# Argia funebris
Argia funebris – gatunek ważki z rodziny łątkowatych (Coenagrionidae). Występuje od środkowych Stanów Zjednoczonych przez Meksyk po Amerykę Centralną.
W starszym ujęciu systematycznym Argia funebris uznawany był za gatunek tropikalny, ale w 2022 roku Garrison i Ellenrieder uznali takson Argia plana za jego młodszy synonim, a tym samym zasięg występowania Argia funebris uległ znacznemu poszerzeniu.